# Unterseeboot 234
Le Unterseeboot 234 (ou U-234) est un sous-marin (U-Boot) allemand de type X.B utilisé par la Kriegsmarine pendant la Seconde Guerre mondiale.

## Historique

### Construction
L'U-234 est commandé le 7 décembre 1940 et sa construction débute le 1er octobre 1941 aux chantiers F. Krupp Germaniawerft AG à Kiel, sous le numéro de construction 664.
L'U-234, alors en cours de construction, subit des dommages par un assaut aérien effectué en 1942.
Il est lancé le 23 décembre 1943 et commissionné le 2 mars 1944, sous le commandement du Kapitänleutnant Johann-Heinrich Fehler.

### Mise en service
Mis en service le 2 mars 1944, l'U-234 passe son temps d'entraînement initial à Kiel au sein de la 5. Unterseebootsflottille jusqu'au 31 mai 1944, puis il rejoint son unité de combat 33. Unterseebootsflottille, basée à Penang, en Malaisie puis à Jakarta en Indonésie.

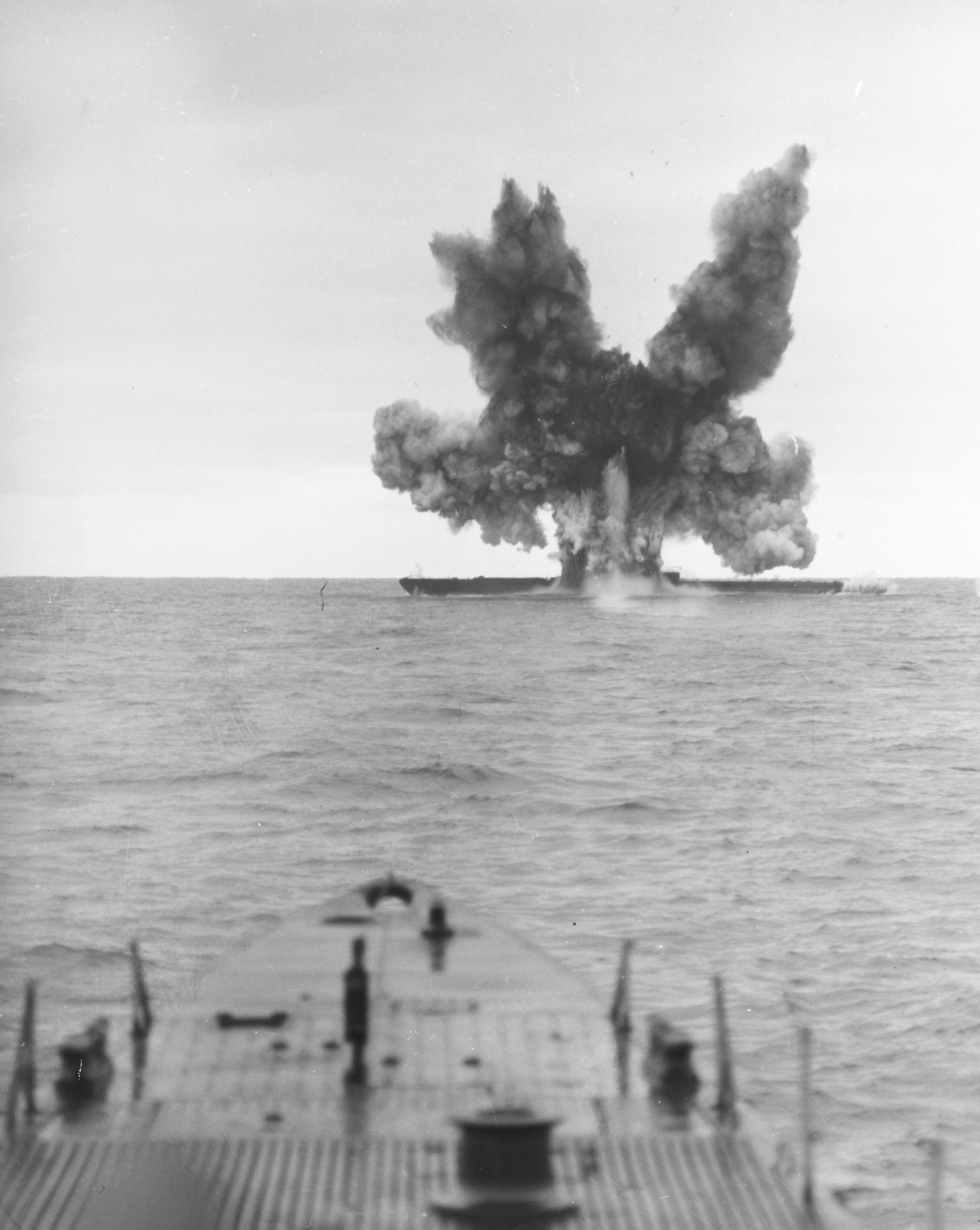
Une torpille frappe l'U-234 au Cape Cod

Après la perte du U-233 en juillet 1944, il est décidé de ne pas utiliser l'U-234 comme mouilleur de mines. Il est alors modifié comme cargo ayant une autonomie pour les longues croisières, notamment au Japon.
L'U-234 reçoit un Schnorchel en novembre 1944.
Le 25 mars 1945, il quitte Kiel et atteint quatre jours plus tard Horten, où il charge une cargaison importante dans le cadre de la coopération militaire germano-nippone, comprenant des plans de production du chasseur Me 262 et 560 kg d'oxyde d'uranium, ainsi que plusieurs experts allemands de haut rang et deux officiers japonais rentrant chez eux. Il part de Horten le 5 avril pour Kristiansand, où il arrive le 6 avril après deux jours en mer. Finalement, il quitte Kristiansand le 16 avril et met le cap sur Portsmouth, aux États-Unis, où il arrive le 19 mai, après 34 jours de navigation.
Naviguant en surface le 10 mai 1945, le Kapitänleutnant Fehler apprend par les ondes la capitulation de l'Allemagne. Après consultation par radio avec d'autres U-Boote, il fait savoir qu'il fait route vers Halifax, au Canada, pour se rendre.
Pour ne pas être capturés, les deux Japonais à bord se suicident en prenant une overdose de Luminal, un phénobarbital utilisé comme somnifère. L'U-234 est intercepté le 14 mai 1945 par le destroyer d'escorte américain USS Sutton (en) à l'est du Bonnet flamand et se rend sans condition.
La nature de la cargaison est tenue secrète ; elle débarque sur le sol américain. Une polémique s'ensuit quant à la nature exacte et à l'utilisation de ce matériel, certains affirmant que l'uranium allemand aurait servi à la bombe atomique larguée sur Hiroshima. En novembre 1947, l'U-234 est coulé en tant que navire cible par l'USS Greenfish (en).

## Affectations successives
- 5. Unterseebootsflottille du 2 mars 1944 au 28 février 1945
- 33. Unterseebootsflottille du 1er mars 1945 au 8 mai 1945

## Commandement
- Kapitänleutnant Johann-Heinrich Fehler du 2 mars 1944 au 16 mai 1945.

## Patrouilles
|       | Commandant                    | Départ        | Départ       | Arrivée      | Arrivée      | Jours    | Succès |
| ----- | ----------------------------- | ------------- | ------------ | ------------ | ------------ | -------- | ------ |
|       | Kptlt. Johann-Heinrich Fehler | 24 mars 1945  | Kiel         | 27 mars 1945 | Horten       | 4 jours  |        |
|       | Kptlt. Johann-Heinrich Fehler | 5 avril 1945  | Horten       | 6 avril 1945 | Kristiansand | 2 jours  |        |
| 1     | Kptlt. Johann-Heinrich Fehler | 16 avril 1945 | Kristiansand | 19 mai 1945  | Portsmouth   | 34 jours |        |
| Total | Total                         | Total         | Total        | Total        | Total        | 40 jours | 0 t    |

Note : Kptlt. = Kapitänleutnant

## Navires coulés
L'Unterseeboot 234 n'a coulé ni endommagé aucun navire au cours de l'unique patrouille (34 jours en mer) qu'il effectua.

## Postérité
L'histoire du sous-marin est romancée dans le manga Black Lagoon.